# Ahmedabad Challenger 2000
L'Ahmedabad Challenger 2000 è stato un torneo di tennis facente parte della categoria ATP Challenger Series nell'ambito dell'ATP Challenger Series 2000. Il torneo si è giocato a Ahmedabad in India dal 21 al 26 febbraio 2000 su campi in cemento.

## Vincitori

### Singolare
Vadim Kucenko ha battuto in finale  Oren Motevassel con il punteggio di con il punteggio di 6–2, 6–4

### Doppio
Cédric Kauffmann /  Fazaluddin Syed hanno battuto in finale  Justin Bower /  Damien Roberts 3–6, 6–4, 6–4